# Christopher Bowman
Pour les articles homonymes, voir Bowman.
Christopher Bowman (né le 30 mars 1967 à Los Angeles, quartier de Hollywood - mort le 10 janvier 2008, à Los Angeles, quartier de North Hills, Californie), surnommé « Bowman the Showman » en raison de sa flamboyante personnalité, était un patineur artistique américain. Double champion des États-Unis, il a également remporté deux médailles aux championnats du monde et participé à deux reprises aux Jeux olympiques.

## Biographie

### Mort
Christopher Bowman a été retrouvé inanimé dans un motel le 10 janvier 2008 et a été déclaré mort à 12:06 de l'après-midi (heure locale), vraisemblablement d'une overdose de drogue. Il était âgé de 40 ans. Il avait joué à treize ans dans deux épisodes de la série La Petite Maison dans la prairie saison 5, épisode 9 (Le mariage (The Wedding) ) : George + saison 5, épisode 19 (L'héritier (The Sound Of Children) ) : Benjamin

## Palmarès
| Compétitions                  | 1983    | 1984    | 1985    | 1986    | 1987    | 1988    | 1989    | 1990    | 1991    | 1992    |
| Jeux olympiques d'hiver       |         |         |         |         |         | 7e      |         |         |         | 4e      |
| Championnats du monde         |         |         |         |         | 7e      | 5e      | 2e      | 3e      | 5e      | 4e      |
| Championnats des États-Unis   |         | 9e      | 4e      | A       | 2e      | 3e      | 1er     | A       | 2e      | 1er     |
| Championnats du monde juniors | 1er     |         |         |         |         |         |         |         |         |         |
| Autres Compétitions           | 1982/83 | 1983/84 | 1984/85 | 1985/86 | 1986/87 | 1987/88 | 1988/89 | 1989/90 | 1990/91 | 1991/92 |
| Skate America                 |         |         |         | 4e      |         |         | 1er     | 1er     | 2e      | 1er     |
| Skate Canada                  |         |         |         |         | 2e      |         |         |         |         |         |
| Coupe d'Allemagne             |         |         |         |         |         | 1er     |         |         |         |         |
| Trophée de France             |         |         |         |         |         |         |         |         | 1er     |         |
| Moscou Skate                  |         |         |         | 4e      |         |         |         |         |         |         |
| Trophée NHK                   |         |         |         |         |         |         | 1er     |         |         |         |
| Légende : A = Abandon         |         |         |         |         |         |         |         |         |         |         |